# AB Linjebuss
AB Linjebuss var ett svenskt bussbolag som grundades 1942 av Rederi AB Nordstjernan, sedermera Nordstjernan AB, tillhörande Johnsonkoncernen.
Företaget börsnoterades 1992 men köptes redan 1998 av det franska företaget CGEA Transport SA (Compagnie générale d'entreprises automobiles). Linjebuss bytte senare namn till Connex (2000) och Veolia Transport (2006). Sedan 2015 bedrivs verksamheten under namnet Transdev.